# 馬淵薫
馬淵 薫（、1911年（明治44年）2月4日 - 1987年（昭和62年）5月3日）は日本の脚本家。筆名は木村 武（）。脚本は筆名と本名と両方の名義で執筆していた。東京出身。

## 経歴
関西大学を中退し、1930年に日本共産党に入党。その後、約10年間入獄したのち、日本共産党の佐賀県委員長を務める。1950年（昭和25年）に離党し、その後八住利雄に師事し脚本家になる。
1953年（昭和28年）、映画『赤線基地』で脚本家デビュー。東宝特撮路線を支えたプロデューサーの田中友幸や常連出演者の志村喬とは関西大学からの演劇仲間だが、上京しての映画界入り後も関西演劇界とはつながりがあり、演劇青年時代の筒井康隆とも親交があり、香村菊雄に紹介している。
特撮映画においては、SF路線を多く手掛け、新機軸を開拓した。怪獣などのキャラクターを社会の異端者として描き、悲劇的な物語としているのが特徴である。書籍では、同時期に東宝特撮で活躍した関沢新一が「ポジ」であるのに対し、木村（馬淵）は「ネガ」であると評している。文芸部時代に脚本家と携わることが多かった東宝プロデューサーの田中文雄は、木村（馬淵）は怪奇ものに向いていたと評している。自身の作風について馬淵は、『赤線基地』『柳生武芸帳』『妖星ゴラス』を比較検討してもあまりに違いすぎて呆れるだろうとし、どこに顔があるのか自身でもわからないと述べている。
『ゴジラ対ヘドラ』監督の坂野義光は、馬淵の第1稿をつまらないと感じ馬淵に問いただしたところ、馬淵は自身が脚本を担当した新人監督は皆ダメであったので手を抜いたと述べたという。特技監督の中野昭慶は、田中友幸が馬淵と旧知であったことから低予算の作品でも頼みやすかったのであろうと推測している。
晩年には、「男と女のドラマだけがドラマではない。妖星と地球の葛藤もドラマだ」と語っていた。

## 映画脚本
- 赤線基地（1953年12月8日）
- さらばラバウル（1954年2月10日）
- ならず者（1956年5月10日）
- リンゴ村から（1956年10月31日）
- 空の大怪獣 ラドン（1956年12月26日）[5][注釈 3]
- 柳生武芸帳（1957年4月14日）[注釈 4]
- 地球防衛軍（1957年12月28日）[5]
- 変身人間シリーズ
  - 美女と液体人間（1958年6月24日）
  - ガス人間㐧1号（1960年12月11日）
  - マタンゴ（1963年8月11日）[5]
- 眠狂四郎無頼控 魔剣地獄（1958年10月21日）
- 潜水艦イ-57降伏せず（1959年7月5日）
- 大坂城物語（1961年1月3日）
- 世界大戦争（1961年10月8日）[注釈 5]
- 妖星ゴラス（1962年3月21日）
- おへその大将（1962年6月20日）
- 大盗賊（1963年10月26日）
- 秘剣（1963年）
- 士魂魔道 大龍巻（1964年1月13日）
- フランケンシュタイン対地底怪獣（1965年8月8日）[5]
- 奇巌城の冒険（1966年4月28日）
- フランケンシュタインの怪獣 サンダ対ガイラ（1966年7月31日）[注釈 6]
- キングコングの逆襲（1967年7月22日）[5]
- ゴジラシリーズ
  - 怪獣総進撃（1968年8月1日）[5][注釈 6]
  - ゴジラ対ヘドラ（1971年7月24日）[5][注釈 7]

## 未使用台本
- ウルトラQ
  - 幽霊自動車（原案：金城哲夫、半村良） - 路線変更で未製作。
- ゴジラ対宇宙怪獣 地球防衛命令 - 『地球攻撃命令 ゴジラ対ガイガン』の準備稿の1つ[15]。東宝特撮映画の執筆はこれが最後となった[15]。